# 운요 (항공모함)

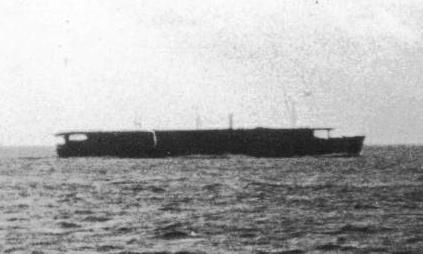
운요의 옆모습

운요(雲鷹)는 일본우선에서 운행했던 닛타마루급 화객선이자, 일본 제국 해군의 다이요급 항공모함이다.

## 함력
이 함은 처음부터 호위항공모함으로 개조될 목적으로 설계된 닛타마루급 여객선 2번함인 야하타마루(일본어: 八幡丸)로 시작하였다. 1939년 10월 31일에 준공, 1939년 12월 14일에 진수, 1940년 7월 31일에 준공되었다. 그 후, 여객선으로서 종사하였다. 1년 뒤, 일본 제국 해군에서 사들여 1941년 11월 21일에 다이요급 항공모함 2번함으로 개조하였고 1942년 5월 31일에 준공하면서 해군 목록에 올라갔다.
그러나, 운요의 느린 속도 때문에, 항공기 수송선으로 운용되다 1944년 9월 17일 남중국해에서 USS 바브 (SS-220)의 뇌격으로 침몰하고 탑승원 270명이 사망하였다

## 사양
- 전장:180.24m
- 선폭:22.5m
- 흘수:8m
- 넓이:201.43m
- 갑판길이:172m
- 기본배수량:17,830t
- 만제배수량:20,000t
- 추진:터빈4기 25,200마력 엔진
- 최대속도:21노트
- 향해속도:18노트
- 무장:4연장120mm 대공포+30연장 25mm 대공포
- 승무원:747명